# Tancredo Neves
Tancredo Neves (4. března 1910, São João del Rei – 21. dubna 1985, Brasília) byl brazilský politik, právník a podnikatel. V letech 1953 až 1954 byl ministrem spravedlnosti a vnitra, 1961 až 1962 premiérem, 1962 ministrem financí. Roku 1985 byl zvolen prezidentem, zemřel však dříve, než stihl nastoupit do úřadu.
Svou politickou kariéru Neves začal ve státě Minas Gerais v Progresivní straně. V 60. a 70. letech 20. století byl jedním z vůdců Brazilského demokratického hnutí. Koncem 70. let založil Lidovou stranu, v níž setrval do roku 1982, pak se připojil ke Straně brazilského demokratického hnutí (PMDB), za niž byl guvernérem Minas Gerais v letech 1983 až 1984. Prezidentem byl zvolen jako reprezentant koalice opozičních stan. Vážně pak onemocněl v předvečer své plánované inaugurace 14. března 1985 a zemřel brzy poté. Přestože se úřadu neujal, byl zvláštním zákonem posmrtně zařazen do seznamu brazilských prezidentů.